# Daniel Norling
Daniel Norling (n. 16 ianuarie 1888, Stockholm, Suedia-Norvegia – d. 28 august 1958, Malmö, Malmöhus⁠(d), Suedia) a fost un sportiv ce a reprezentat Suedia, medaliat olimpic. A participat la 3 ediții ale Jocurilor Olimpice (1908, 1912, 1920) în care a câștigat o medalie de aur.